# Črni graben
Črni graben je dolina, ki se razteza vzhodno od Domžal vse od Prevoj pri Šentvidu pa do Trojan. Gre za porečje reke Radomlje. O izvoru imena je več teorij.
Črni graben je prometno zelo pomemben, a za gradnjo prometnic zahteven. Skozenj teče glavna cestna prometna povezava med Ljubljano in Mariborom. Večji kraji v Črnem grabnu so Prevoje, Lukovica, Krašnja, Blagovica in Trojane. Večina območja spada v občino Lukovica in upravno enoto Domžale.

## Zgodovina
Dolina je znana po napadih rokovnjačev, predvsem v času Ilirskih provinc, saj je bilo to obmejno področje med tedanjim Avstrijskim cesarstvom in francoskimi Ilirskimi provincami.

## Cestne povezave
Že od pradavnine skozi dolino Črnega grabna poteka povezovalna pot med panonskim in alpskim delom Evrope. Skozi dolino je potekala najprej znamenita Jantarjeva pot iz Aquileie do Baltskega morja. Nekaj stoletij kasneje so Rimljani zgradili rimsko cesto Emona – Atrans – Celeia, katere trasa ni še povsem dokazana. Ta cesta je bila v srednjem veku opuščena.
V letu 1720 je izšel cesarski odlok o obnovi cestne povezave Trst – Dunaj preko Črnega grabna. Cesta je postala spet glavna povezovalna cesta med Kranjsko in Štajersko deželo. Obnovili so jo predvsem zaradi potreb državne pošte, obenem pa se je s posodobitvijo ceste razmahnilo po dolini furmanstvo in trgovina. Furmanstvo je zamrlo z otvoritvijo železniške proge Dunaj – Trst.
Ponovno je dolina prometno zaživela v letu 1959, ko so odprli asfaltirano magistralno cesto Ljubljana – Celje. Zaradi močnega povečanja transporta po magistralni cesti, so nastali že v 70 letih 21. stoletja načrti za izgradnjo avtoceste. Dno doline je postalo zaščiten rezervat za izgradnjo avtoceste, kar je v praksi pomenilo prepoved vseh gradenj na tem območju. Rezervat je 30 let pomenil nazadovanje osrednjega dela doline Črnega grabna, predvsem na območju vasi Blagovica, Zgornje Loke itd., od koder se je izselilo velik del prebivalstva v kraje v okolici industrijskih Domžal. V letih 1996-2005 so skozi dolino izgradili avtocesto, ki je dodobra spremenila podobo doline. Zaradi gradnje so morali podreti veliko število stavb, prestaviti strugo reke Radomlje in izgraditi večje število premostitvenih objektov. Zaradi gradnje avtoceste je bilo  prizadetih več vasi, med drugimi, Zgornje Loke, kjer so morali podreti oz. prestaviti kar eno tretjino domačij v vasi, od vseh 27 kar 9 in Trojane, kjer je gradnja predora graditeljem povzročala težave zaradi težkih geoloških pogojev. Zaradi gradnje so nekateri prebivalci Trojan utrpeli škodo na svojih objektih.
Odsek med Trojanami in Blagovico, tehnično najzahtevnejši in najdražji odsek na slovenskem avtocestnem križu, so gradili osem let. Na odseku so vgradili 34.000 ton armaturnega jekla, kar bi zadoščalo za 350 km železniške proge, in 100.000 m geotehničnih sider. Porabili so 420.000 kubičnih m betona, kar je toliko, da bi bila veriga vozil za prevoz betona dolga 672 km. Trojanski predor je najdaljši dvocevni predor v sloveniji, dolg 2720 m. S predajo prometu 8,2-kilometrskega avtocestnega odseka Trojane - Blagovica je od 12. avgusta 2005 v celoti dokončana 230,7 km dolga avtocesta A1 Maribor – Ljubljana - Koper.

## Narečje
Krajevni govori v Črnem grabnu spadajo v vzhodno gorenjsko podnarečje gorenjske narečne skupine.